# Burgerschaft (Bern)
Als Burgerschaft wird die Gemeinschaft aller das Burgerrecht der Stadt Bern besitzenden Personen bezeichnet.

## Geschichte
Die Burgerschaft der Reichsstadt und späteren Stadt und Republik Bern wurde bis 1798 aus den Personen gebildet, welche im Besitz des vollen Burgerrechts waren. Die Burgerschaft war nie ein einheitliches Gebilde. 1651 wurde die Burgerschaft per Dekret in Burger, Ewige Einwohner und Hintersässen (Stadtbewohner ohne politische Rechte) unterteilt. Die ewigen Einwohner besassen alle wirtschaftlichen Rechte eines Burgers und durften sich dauernd in der Stadt niederlassen, verfügten aber nicht über das aktive und passive Wahlrecht. Die regimentsfähige Burgerschaft bestand am Ende der alten Stadtrepublik aus 243 nicht im Grossen Rat vertretenen Familien und 76 tatsächlich regierenden Familien, dem sogenannten Patriziat. 1783 erliess der Grosse Rat ein Dekret, wonach es allen regimentsfähigen geschlechteren von Bern erlaubt und freigestellt sei, das Adelsprädikat zu führen. Von der Führung des Adelsprädikats machten bis 1798 lediglich 16 regierende Geschlechter Gebrauch. Fünf Angehörige nicht regierender Familien verwendeten das Adelsprädikat (Ernst, Fruting, Lutz, Meyer und Wäber). Ab 1792 wurde das volle Burgerrecht an wenige ausgewählte Familien erteilt (Bürky, de Cerjat, Herrenschwand, Pillichody). Ab 1805 wurde das Burgerrecht vollständig geöffnet.
Der Anteil Angehöriger ehemals regierender Familien (Patriziat) macht heute an der gesamten Burgerschaft weniger als 10 % aus. Burgerinnen und Burger der Stadt Bern haben den Bürgerort Bern. Das Burgerrecht ist ein Heimatrecht und daher erblich. Eine erleichterte Aufnahme ist für nichtburgerliche Ehepartner von Burgern möglich.